# Edgar Edgill
Edgar Edgill – panamski bokser, srebrny medalista Igrzysk Ameryki Środkowej i Karaibów z roku 1938. W finałowej walce przegrał z reprezentantem Jamajki Theodore Wintem.